# Liste des évêques de Dax
Cet article dresse la liste exhaustive des évêques de l'évêché de Dax, puis évêché d’Aire et de Dax après le transfert en 1933 du siège épiscopal d'Aire à Dax, dans le département français des Landes.

## Présentation
On ignore presque tout de l'histoire primitive du diocèse de Dax, si ce n'est qu'il appartenait à la Novempopulanie romaine.
Au début du XIe siècle le diocèse de Dax aurait perdu toute la partie méridionale de son territoire au profit du nouvel évêché de Labourd. Longtemps imprécises les limites territoriales du diocèse de Dax ne furent fixée qu'à la fin du XIe siècle sous l'épiscopat de Raimond de Sentes qui l'organisa en quatre archidiaconés.
Il était bordé au nord par les diocèses de Bordeaux et de Bazas, à l'ouest par les diocèses d'Aire et de Lescar au sud-est par le diocèse d'Oloron et au sud par le diocèse de Bayonne.
Supprimé par le Concordat de 1802 et rattaché au siège de Bayonne, il fut restauré[citation nécessaire] le 31 mars 1933, sous la dénomination de diocèse d'Aire et Dax, par le transfert du siège épiscopal d'Aire-sur-l'Adour à Dax.

## Liste des évêques de Dax

### Antiquité
- fin IIIe siècle et début du IVe siècle : saint Vincent de Xaintes

### Moyen Âge
- 506 : Gratien
- 541 : Carterius
- 549, 551 : Liberius
- 584/585 : Faustianius, signataire au Second concile de Mâcon[2]
- 585 : Nicetius
- (?) : Illidius
- (?) : Revelatus
- 898 (?) : Oltherius
- 977 : Gombaud
- avant 1017 : Arsius Raca
- avant 1056 : Raimond le Vieux
- avant 1059 : Raimond le Jeune
- vers 1059-61 : Macaire
- 1062 - 1068 : Grégoire, démissionne en 1068, †11 janvier 1072.
- 1068 - 1097 : Bernard de Mugron, †25 juillet 1097.
- 1097 - 1098 (?) : Vacance du siège.
- vers 1098 - 1117 : Raimond de Sentes, †28 mars 1117.
- 1117 - 1143 : Guillaume de Heugas.
- 1143 - 1168 : Arnaud-Guillaume de Sort, †2 janvier 1168.
- 1168 - 1203 : Guillaume Bertrand, † 25 avril 1203.
- 1203 - 1204 : Jean de Cauna, †mai 1204.
- 1204 - 1216 : Fortanier de Mauléon,  †17 février 1216.
- 1216 - vers 1220 : Arnaud de Lescar.
- vers 1220 - 1233 :  Gaillard de Salinis, †27 novembre 1233.
- 1234 (?) :  Gratien d'Amou.
- 1234 - 1238 : Arnaud-Raimond de Tartas.
- 1239 - 1272 : Navarre de Miossenx, †3 novembre 1272.
- 1272 - 1277 : Vacance du siège : Arnaud de Ville, Pierre de Camone, puis Garsie-Arnaud de Caupenne et Raimond de Barde, candidats.
- 1277 - 1305 : Arnaud de Ville (ou de Bièle), †11 mars 1305.
- 1305 - 1327 : Garsie-Arnaud de Caupenne.
- 1327 - 1359 :  Bernard de Liposse.
- 15 mars-15 avril 1359 : Pierre la Cobre.
- 1359 - 1361 :  Pierre Itier, promu cardinal le 17 septembre 1361.
- 1er juin - fin 1362 : Bernard d'Albret.
- 1363 - 1375 : Jean de Saya, venant de Lombez, transféré à Agen, le 9 juin 1375.
- 9 juint - août 1375 : Jean de Hanecourt.

Obédience d'Avignon
- 1375 - 1391 : Jean Bauffès, transféré à Vich en 1391.
- 1391 - 1405 : Pierre Troselli, suspendu le 9 mars 1405.
- 1412 - 1423 :  Nicolas Duriche, administrateur en 1405.

Obédience de Rome
- 1380 - 1393 : Juan Guteritz, promu en avril 1380, décédé en 1393.
- 1393 - 1400 : Pierre du Bosc
- 1400 - 1401 : Pierre Ameil de Brenac
- 1401 - 1407 : Garsie-Arnaud de Navailles.
- 1407 - 1408 : Pèlegrin du Fau.
- 1408 - 1420 : Pierre d'Anglade, transféré à Rieux en 1420.

Fin du Grand Schisme
- 1423 - 1427 : Francesco Piccolpasso dit François de Pizolpassis, transféré à Pavie en 1427.
- 1427 - 1439 : Bernard de La Planche, déposé en 1439.
- 1439 - 1444 : Garsie-Arnaud de la Sègue, permuta avec le suivant le 9 décembre 1444.
- 1444 - 1451 : Guillaume-Arnaud de la Borde, venant de Bayonne, transféré à Oloron en 1451.
- 1451 - 1459 :  Pierre de Foix, cardinal, administrateur, résigna en faveur de son neveu le 18 mai 1459.
- 1459 - 1466 : Jean-Baptiste de Foix, transféré à Comminges, le 9 mai 1466.
- 1466 - 1499 : Bertrand de Boyrie, résigna en faveur de son neveu, le 8 avril 1499.

### Époque moderne
- 1499 - 1503 : Arnaud de Boyrie.
- 1503 - 1512 : Pierre de Caupenne.
- 1512 - 1519 : Jean de La Marthonie, résigna en faveur de son frère en 1519.
- 1519 - 1556 : Gaston de La Marthonie.
- 1556 - 1562 : François de Noailles, †20 septembre 1585.
- 1562 - 1597 : Gilles de Noailles, nommé par le roi, ne put jamais obtenir ses bulles et résigna le 10 août 1597.
- 1597 - 1598 : Vacance du siège.
- 1598 - 1623 : Jean-Jacques du Sault.
- 1623 - 1638 : Philibert du Sault, †2 novembre 1638.
- 1639 - 1658 : Jacques Desclaux, †4 avril 1658.
- 1659 - 1667 : Guillaume Le Boux, transféré à Périgueux en 1667.
- 1667 - 1671 : Hugues IV de Bar, transféré à Lectoure en 1671.
- 1671 - 1684 : Paul-Philippe de Chaumont.
- 1684 - 1688 : Léon de Lalanne non consacré nommé évêque de Bayonne.
- 1688 - 1690 : Jean-Marie de Prugues, non consacré, † juin 1690.
- 1690 - 1732 : Bernard d'Abbadie d'Arboucave, † 14 décembre 1732.
- 1733 - 1736 : François-Joseph d'Andigné, † 28 mai 1736.
- 1737 - 1771 : Louis-Marie de Suarez d'Aulan, résigna en novembre 1771.
- 1771 - 1791 : Charles-Auguste Le Quien de La Neufville, démissionne en 1801 ; † 28 octobre 1805.

### Époque contemporaine
Le 31 mars 1933, sous l'épiscopat de Clément Mathieu, évêque d'Aire de 1931 à 1963, le siège épiscopal d'Aire est transféré à Dax.
- 1963 - 1978 : Robert Bézac
- 1978 - 2002 : Robert Sarrabère
- 2002 - 2012 : Philippe Breton
- 2012 - 2017 : Hervé Gaschignard, démissionnaire
  - 2017 : vacance (Bernard Charrier, administrateur apostolique) du 6 avril 2017 au 15 novembre 2017.
- depuis 2017 : Nicolas Souchu